# Walt Faulkner
Walt Faulkner, ameriški dirkač Formule 1, * 16. februar 1918, Tell, Teksas, ZDA, † 22. april 1956, Kalifornija, ZDA.

## Življenjepis
Faulkner je pokojni ameriški dirkač, ki je med letoma 1950 in 1955 sodeloval na ameriški dirki Indianapolis 500, ki je med letoma 1950 in 1960 štela tudi za prvenstvo Formule 1. Najboljši rezultat je dosegel na dirki leta 1955, ko sta skupaj z Billom Homeierjem dosegla peto mesto in dobila vsak po točko. Leta 1956 se je smrtno ponesrečil na dirki v Kaliforniji.